# Аламон
Аламон (фр. Allamont) насеље је и општина у североисточној Француској у региону Лорена, у департману Мерт и Мозел која припада префектури Брије.
По подацима из 2011. године у општини је живело 145 становника, а густина насељености је износила 16,0 становника/km². Општина се простире на површини од 9,06 km². Налази се на средњој надморској висини од 216 метара (максималној 219 m, а минималној 190 m).

## Демографија
| 1962. | 1968. | 1975. | 1982. | 1990. | 1999. | 2011. |
| ----- | ----- | ----- | ----- | ----- | ----- | ----- |
| 166   | 136   | 124   | 112   | 136   | 110   | 145   |

График промене броја становника у току последњих година